# Dymia
Dymia es un género de foraminífero bentónico de la subfamilia Angulogerininae, de la familia Uvigerinidae, de la superfamilia Buliminoidea, del suborden Buliminina y del orden Buliminida. Su especie tipo es Trifarina labrum. Su rango cronoestratigráfico abarca el Eoceno superior.

## Discusión
Clasificaciones previas incluían Dymia en el suborden Rotaliina del orden Rotaliida.

## Clasificación
Dymia incluye a la siguiente especie:
- Dymia labrum †